# سیران آتش

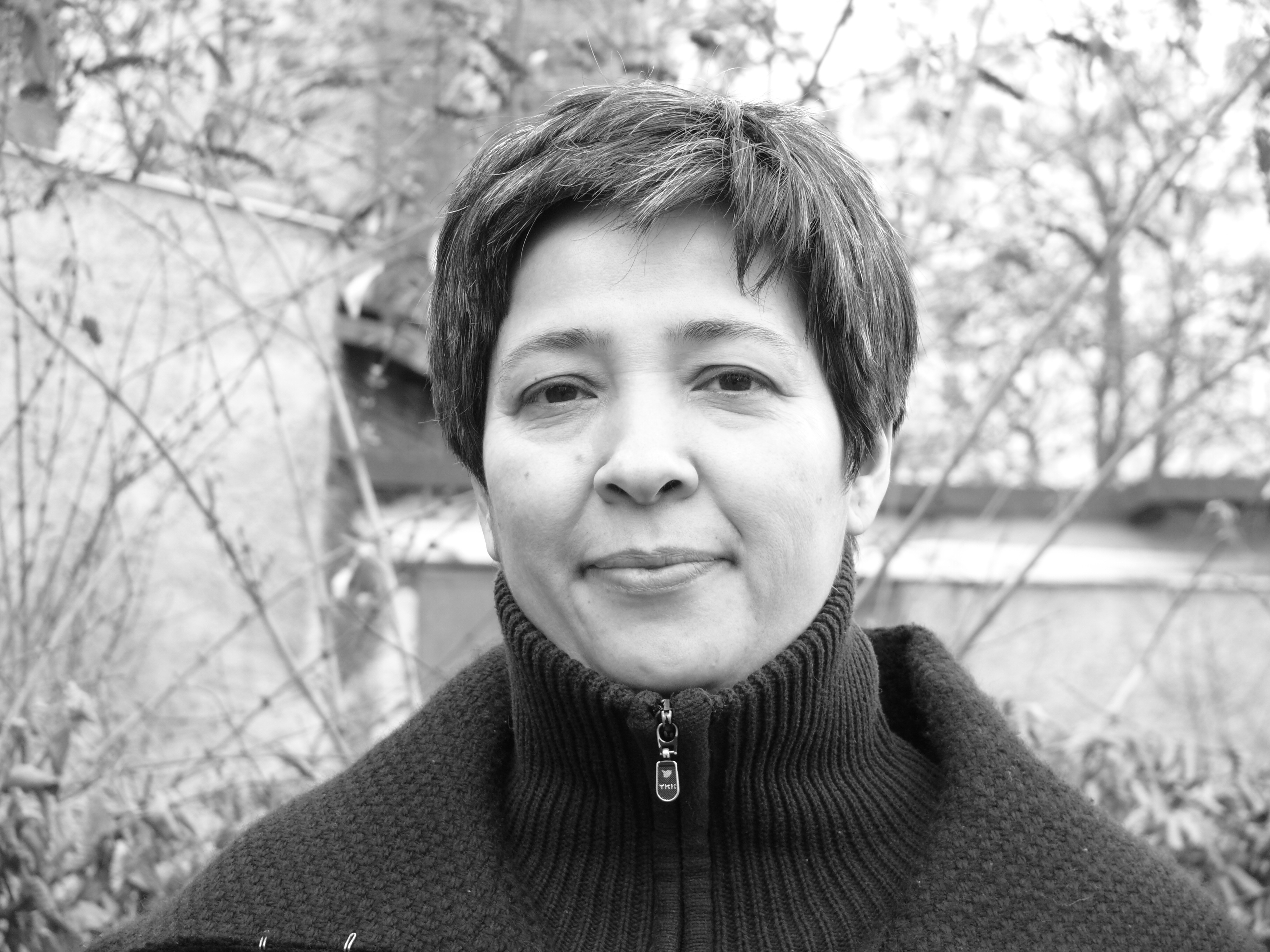
سیران آتش

سیران آتش (به ترکی استانبولی: Seyran Ateş) (متولد ۲۰ مارس ۱۹۶۳) , وکیل و مسلمان فمینیستی است که در استانبول ترکیه از خانواده‌ای کردتبار به دنیا آمد.

وی هنگامی که ۶ ساله بود به همراه خانواده اش به آلمان مهاجرت کرد. او در رشته حقوق در دانشگاه آزاد برلین درس خواند و در حقوق کیفری و قانون خانواده تخصص خودش را گرفت.

سیران آتش به زبان آلمانی کتاب اسلام و نیاز به یک انقلاب جنسی را در سال ۲۰۰۹ منتشر کرد. وی در یک مصاحبه در ژانویه ۲۰۰۸ در ان‌پی‌آر اظهار داشت با توجه به تهدیدات علیه‌اش (از جمله در دادگاه) کار بر روی زنان مسلمان را از دید عموم پنهان کرده‌است. در یک حادثه منحصربفرد، او و موکل زنش توسط شوهر آن زن در یک دادگاه در مقابل چشم عموم مورد حمله قرار گرفت.